# خدرنق سارق
خدرنق سارق (الاسم العلمي: Cheiracanthium furax) هو نوع من العناكب يتبع جنس الخدرنق من الفصيلة العناكب الكيسية.